# Usagi Yojimbo
Usagi Yojimbo ist eine Comicserie des US-amerikanischen Zeichners Stan Sakai. Der Name stammt aus dem Japanischen und bedeutet wörtlich „Hasen-Leibwächter“.
Die Serie erzählt die Geschichte eines herrenlosen Samurais (Rōnin) namens Miyamoto Usagi, der durch das Japan des frühen 17. Jahrhunderts reist und verschiedene Abenteuer besteht. Die Figuren der Serie sind anthropomorphe Tiergestalten. Die Serie greift viele Themen der japanischen Geschichte, Literatur, Mythologie und Filmgeschichte auf, wie Godzilla, Okami, Zatoichi und Filme Akira Kurosawas.

## Wichtige Charaktere
Im Laufe der Zeit hat Sakai eine Vielzahl an Charakteren für die Serie entwickelt, teilweise angelehnt an bekannte Figuren der japanischen Geschichte und Mythologie, aber auch aus populären japanischen Filmen und Fernsehserien. Alle Figuren der Serie sind anthropomorphe Tiergestalten. Einige tauchen allerdings immer wieder auf und spielen für die Serie eine wichtige Rolle.
Miyamoto Usagi
Miyamoto Usagi, die Hauptfigur der Serie, ist ein anthropomorpher Hase. Sakai hat seine Figur an Miyamoto Musashi, einem berühmten Samurai des 17. Jahrhunderts angelehnt. Durch seinen Lehrer Katsuichi zum Samurai ausgebildet, wurde er als junger Krieger Gefolgsmann und Leibwächter des Fürsten Mifune. In einer Schlacht gegen den Fürsten Hikiji wurde Mifune getötet, Usagi verlor damit seinen Herrn. Seither wandert er als Shugyōsha durch Japan und erlebt vielfache Abenteuer. Usagi ist ein ausgezeichneter Schwertkämpfer, der zwar nicht mehr nach dem Kampf sucht, aber dennoch immer wieder in Konflikte verwickelt wird. Der Ehrenkodex der Samurai, der Bushidō, ist bei seinen Abenteuern die oberste Richtlinie seines Handelns.
Katsuichi
Usagis Sensei, ein Löwe, lebt als Eremit in den Bergen und hat dort einen eigenen Kampfstil entwickelt, den er neben Usagi nur ganz wenigen Schülern beigebracht hat. In Rückblenden wird in einzelnen Geschichten immer wieder aus der Ausbildungszeit Usagis erzählt, an dessen Ende Katsuichi scheinbar ums Leben kommt. Erst Jahre später stellt Usagi fest, dass sein Lehrer doch noch lebt. Auch Usagis Sohn Jotaro wird schließlich Katsuichis Schüler.
Murakami Gennosuke (Gen)
Gen, ein anthropomorphes Nashorn, ist ein Kopfgeldjäger. Als Sohn eines berühmten Samurai geboren, wurde seine Familie durch die Ermordung ihres Fürsten und die nachfolgende Suche nach dem schuldigen Verräter in Armut gestürzt. Gen ist durch diese Ereignisse ein zynischer Einzelgänger geworden und ist mehr an Geld als an Ehre interessiert; dennoch freunden sich Usagi und er im Laufe der Zeit an.
Fürst Noriyuki
Dem jungen Fürst Noriyuki, einem Daimyō aus dem Hause der Geishu, dargestellt als Panda, rettet Usagi mehrfach das Leben. Bedroht wird er vor allem vom Fürsten Hikiji, der es auf die Provinz der Geishu abgesehen hat. Usagi ist daher immer wieder zu Gast bei Fürst Noriyuki, und die Geishu betrachten Usagi als vertrauten Freund.
Ame Tomoe
Die Figur der Ame Tomoe (eine anthropomorphe Katze) ist angelehnt an Tomoe Gozen, eine der wenigen weiblichen Kriegerinnen im mittelalterlichen Japan. Die hervorragende Schwertkämpferin ist Leibwächterin und Beraterin von Fürst Noriyuki. Gemeinsam mit Usagi versucht sie, den Ränken der Gegner ihres Herrn zu begegnen. Zwischen Usagi und Tomoe entwickelt sich zudem eine über Freundschaft hinausgehende Verbindung.
Jotaro
Jotaro ist Usagis Sohn; allerdings erfährt er dies erst nach Jahren, denn Mariko, seine Mutter, heiratet nicht Usagi, sondern dessen Rivalen Kenichi. Dennoch ergibt sich zwischen Jotaro und seinem wirklichen Vater bald ein vertrauensvolles Verhältnis. Usagi geht jedoch davon aus, dass Jotaro nicht weiß, wer sein echter Vater ist, und umgekehrt meint Jotaro, dass Usagi wiederum nichts von seiner Vaterschaft ahnt.
Fürst Hikiji
Als einziger Charakter in Usagi Yojimbo wird Fürst Hikiji als Mensch gezeichnet. Hikiji strebt nach dem Amt des Shoguns und damit der obersten Macht im Land; dies ist zwar ein offenes Geheimnis, doch Hikiji versteht es, seine Spuren stets zu verwischen. Immer wieder sind aber die Auswirkungen seiner Ränke zu spüren, etwa durch Attentate der für ihn arbeitenden Neko Ninja. Sakai hat diesen Charakter an Date Masamune angelehnt, einen bedeutenden Daimyō des 17. Jahrhunderts.
Fürst Hebi
Eine Schlange und Fürst Hikijis getreuer Vasall, der bei dessen Ränken immer als Mittelsmann auftritt, um Hikijis Pläne zu schützen.
Jei
Jei ist ein wiederkehrender Feind von Usagi. Er ist ein dämonisch erscheinender Wolf, dessen Stammwaffe ein Yari mit einer pechschwarzen Klinge ist und der scheinbar wahllos Leute tötet, angeblich im Auftrag der Götter, welche zu ihm sprechen; dabei ist nicht bekannt, ob er einfach nur wahnsinnig, von einer dämonischen Macht besessen oder wirklich von den Göttern beauftragt ist. Jei hat jedoch die Fähigkeit, immer wieder von den Toten zurückzukehren und seinen Auftrag fortzuführen, in seiner gegenwärtigen Form als Geist, der andere Leute in Besitz nimmt. Eine seltsam anmutende Seite an Jei ist, dass er ein junges Mädchen namens Keiko unter seine Fittiche genommen hat, nachdem ihr letzter Verwandter von Banditen ermordet wurde, und sie eine enge mentale Verbindung mit ihm unterhält.
Zato-Ino
Ein blindes Schwein und ein Schwertmeister, der einen besonderen Groll gegen Usagi hegt, nachdem dieser in Selbstverteidigung Zato-Inos Nase abgeschnitten hatte. Seitdem trägt Zato-Ino eine Kiefernholzprothese, die aber bei weitem nicht so effektiv ist wie seine ursprüngliche Nase, und er ist auch dafür verantwortlich, dass Gennosuke später sein Nasenhorn verliert. Obwohl griesgrämlich, sehnt er sich nach Ruhe und wahrer Freundschaft, und findet schließlich in einem abgelegenen Dorf seine lang ersehnte Zuflucht. Diese Figur wurde nach dem Vorbild des fiktiven Charakters Zatōichi erschaffen; das Suffix „-Ino“ ist das japanische Wort für Wildschwein.
Kitsune
Eine junge Füchsin, die sich als Straßenkünstlerin und Diebin durchschlägt. Obwohl sie verschlagen ist und jede Gelegenheit benutzt, um denen, die es sich leisten können, ihr Geld abzuknöpfen, ist Kitsune im Grunde ihres Herzens eine gute Person, und obwohl Usagi ihr diebisches Wesen nicht gutheißt, hilft er ihr aus, wenn sie in Schwierigkeiten gerät. Dazu scheint sich auch eine romantische Beziehung zwischen ihr und Gen anzubahnen. Im späteren Verlauf der Serie nimmt sie sich zudem einer kleinen Diebin namens Kyoko an und lehrt sie ihr Handwerk.
Chizu
Ein weiblicher Ninja und einstige Anführerin des Neko-(Katzen-)Clans. Ihr Bruder Shingen arbeitete einst mit Usagi gegen Fürst Takamuro, als dieser mit neuen Schusswaffen die Vorherrschaft in Japan anstrebte („The Dragon Bellow Conspiracy“). Sie ist in Usagi verliebt, aber ihr Pflichtgefühl gegenüber ihrem Clan hinderte sie zunächst daran, ihm auf seinem Weg zu folgen. Da ein Emporkömmling aus ihren Reihen sie jedoch an Hikiji verraten hat, um selbst die Führung des Clans übernehmen zu können, ist sie nun genauso wie Usagi zu einem Leben als Wanderin und Flüchtling verdammt.
Inspektor Ishida
Ein hartgesottener aber gerechtigkeitsliebender und ehrlicher Polizeioffizier in einer größeren Stadt, zu dessen Freunden auch Usagi zählt. Diese Figur basiert auf einer wahren Person, einem hawaiianischen Polizisten namens Chang Apana, der auch als Vorlage für die Detektivromanfigur Charlie Chan diente.
Sasuke
Ein professioneller Dämonenjäger, der auf der Suche nach übernatürlichen bösen Geistern das Land durchzieht. Neben der Schwertkunst beherrscht er auch die Zauberei. Obwohl er sich in Zeiten der Notwendigkeit mit anderen Kämpfern (darunter Usagi) verbündet, ist er ein Einzelgänger.

## Veröffentlichungen

### USA
Die ersten Geschichten Usagis erschienen in den Comicanthologien Albedo Anthropomorphics, The Doomsday Squad und Critters von 1984 bis 1986. Das erste Heft mit ausschließlich Usagi-Geschichten war das Summer Special #1 von Fantagraphics Books, welches ältere Geschichten neu auflegte. Im Juli 1987 bekam Usagi eine eigene Serie, die 38 Ausgaben erreichte und neben Usagi Geschichten auch noch kurze Features anderer Autoren enthielt, zum Beispiel von Sergio Aragones, Scott Shaw, Peter Laird, Dave Garcia, Tom Stazer, Tom Luth und Martin Wagner. Bei Fantagraphics Books erschienen 1989–1992 zudem noch die 4 Hefte der Usagi Yojimbo Color Special Issues.
Im März 1993 wechselte Usagi zu Mirage Comics. Die neue Serie erschien zweimonatlich und erreichte 16 Ausgaben. Im Gegensatz zu den vorigen Heften erschienen diese in Farbe. Nach einer Umweltkatastrophe in der Verlagsstadt, die Mirage Comics in Schwierigkeiten brachte, wechselte Usagi zu Dark Horse Comics, wo inzwischen über 100 Hefte erschienen sind. Die dritte Volume erscheint monatlich und wieder in Schwarz-Weiß.
Der Großteil der Geschichten wurden in Sammelbänden erneut veröffentlicht. Die Bände 1–7 von Fantagraphics Books sammeln die Geschichten der Anthologien und der ersten Volume. Ab Band 8 werden die Hefte der zweiten und dritten Volume und vereinzelt auch noch ältere Geschichten (wie zum Beispiel die der Color Special Issues) von Dark Horse Comics herausgebracht, allerdings ist der Reprint der zweiten Volume hier in Schwarz-Weiß.
Beim Einfügen der älteren Geschichten wird versucht, eine möglichst sinnvolle Reihenfolge zu finden, damit die Kontinuität gewahrt bleibt. So wurden sogar im Band 22 in der Geschichte „Doors“ auf den Seiten 43 und 53 einige Textänderungen vorgenommen, um die Geschichte „Sumi-E“ aus dem Band 18 als Vorgeschichte gelten lassen zu können. „Doors“ erschien aber ursprünglich schon im Color Special 2 1991, während „Sumi-E“ erst 2004 erschien.
2004 erschien zum 20-jährigen Jubiläum das Hardcover The Art of Usagi Yojimbo.
Seit 1992 erschienen neun Hefte des Spin-offs Space Usagi, in der ein Nachfahre Miyamoto Usagis in einer futuristischen Version des feudalen Japans lebt. In der 8-seitigen Geschichte „Hare today, hare tomorrow“ treffen die beiden mittels einer Zeitreise sogar zusammen.
Da die Rechte an Usagi Yojimbo Stan Sakai und keinem Verlag gehören, erschienen über die Zeit immer wieder Geschichten oder Kurzauftritte von Usagi in anderen Zusammenhängen, zum Beispiel einige Auftritte bei den Teenage Mutant Ninja Turtles. Er erschien in den Comicheften, beiden TV-Serien und den Action-Figuren-Serien. Als Revanche traten auch die Turtles einmal in den Usagi-Yojimbo-Comics auf (Shades of Green in Band 8), und in der US-Zeichentrickserie Teenage Mutant Ninja Turtles (ab 2003) haben Usagi und Gen mehrere plot-tragende Gastauftritte an der Seite der Turtles.

### Deutschland
In deutscher Sprache sind die Comics lange Zeit nur in Teilen in Form von Sammelbänden erschienen. Die erste Auflage startete im April 1996 bei Carlsen Comics, sie umfasste sechs Ausgaben. Die enthaltenen Geschichten folgten größtenteils den Zusammenstellungen der amerikanischen Sammelbände. Der Band 6 bricht mitten in der, über mehrere Hefte gehende, Erzählung Der Fluch des Drachen ab. Ein angekündigter siebter Band, der diese lange Erzählung hätte abschließen sollen, erschien nicht mehr.
Auch die im Oktober 2001 vom Schwarzer Turm Verlag begonnene Auflage der Serie hat diese Erzählung bisher noch nicht abgeschlossen. Der Verlag begann mit Band 8, der eine vierseitige Einführung in die Serie enthält. Die Sammelbände erscheinen bisher in unregelmäßigen Abständen. Neben der steten Fortführung der amerikanischen Sammelbände hat der Verlag begonnen, auch die vorhergehenden Geschichten wieder neu aufzulegen. Im Januar 2004 erschien Band 1. Die Auswahl und Reihenfolge der Geschichten unterscheidet sich zu den Bänden von Carlsen, außerdem wurde eine neue Übersetzung vorgenommen.
Seit 2017 erscheint die Serie beim in Mannheim ansässigen Dantes Verlag in neuer Übersetzung. Dieser hat die reguläre Reihe bis zum Sammelband 11 Ende 2018 veröffentlicht und bis 2019 um die Bände 5 bis 7 ergänzt und dadurch die Lücke gefüllt, die bei der Veröffentlichung in Deutschland entstanden war.

## Adaptionen
1988 erschien ein Computerspiel mit dem Namen Samurai Warrior: The Battles of Usagi Yojimbo, welches auf den Commodore 64, ZX Spectrum und Amstrad CPC Systemen lief.
1998 erschien ein Pen-&-Paper-Rollenspiel bei Gold Rush Games, welches 2005 von Sanguine Productions neu aufgelegt wurde.

## Auszeichnungen
Die Serie wurde bereits mehrfach mit Eisner Awards ausgezeichnet:
- 1996 Best Letterer/Lettering
- 1996 Talent Deserving of Wider Recognition
- 1999 Best Serialized Story für Grasscutter
- 2020 Best Serialized Story[1]

## Kritiken
Sakai verknüpfe in Usagi Yojimbo „auf einzigartige Weise Einflüsse aus Manga, Kurosawa-Filmen und Carl Barks’ Duck-Comics“, so Christian Endres im Tagesspiegel anlässlich der deutschen Neuauflage. Nach den beiden ersten, misslungenen Versuchen deutscher Ausgaben sei die dritte durch Dantes Verlag endlich zufriedenstellend.